# Marek Chołoniewski

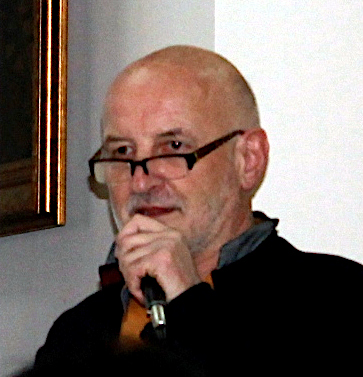
Marek Chołoniewski, 2017

Marek Chołoniewski (* 23. Oktober 1953 in Krakau) ist ein polnischer Komponist, Musikveranstalter und Musikpädagoge.

## Leben
Chołoniewski studierte Orgel bei Leszek Werner, Komposition bei Bogusław Schaeffer und elektronische Musik bei Józef Patkowski an der Musikakademie Krakau, wo er seit 1976 Komposition unterrichtet und seit 2000 das Elektroakustische Musikstudio leitet.
Er ist Begründer bzw. Mitbegründer von Gruppen wie Pociąg Towarowy, Studio MCH, Studio Ch & K (mit Krzysztof Knittel), CH & K & K (mit Knittel und Włodzimierz Kiniorski), der Duos mc2 (mit Marcel Chyrzyński) und Double Mark (mit Mark Polishook), des Infinity Quartet (mit Keir Neuringer, Ryan Zawel, und Rafał Mazur), Natural Plastic (mit Amy Knoles), und des Kinetic Trio (mit Kiniorski und Mazur). 1977 gründete er das Muzyka Centrum das allein bis 2013 bei fast 750 Konzerten 560 Werke polnischer und ausländischer Komponisten uraufführte.
Als Begründer, künstlerischer Leiter oder Koordinator ist er an zahlreichen internationalen Kunstprojekten beteiligt, so an den Veranstaltungsreihen Audio Art (1987) und Audio Art Festival (1993), dem International Workshop for Contemporary Music Kraków/Stuttgart (mit Matthias Hermann, 1993), der Internationalen Akademie für Neue Komposition und Audio Art in Tyrol (mit Marianne Penz-van Stappershoef, 1993–99), Silent Films with Live Music (1994), GlobalMix (1998), Art Boat (2000), GPS-Art (2000), Ensemble Spiel (mit Stephan Meier) und Musik für heute (Hannover, 2003), Polish Sound Art in China, Chinese Sound Art in Poland, Polish Sound Art in Tibet (mit Dickson Dee und Zenial, 2006–2008), PAFME (mit Benjamin Boretz und Dorota Czerner, 2006), dem European Course for Musical Composition and Technologies (mit dem IRCAM, 2006–2008), und den Polnischen Kulturtagen in Luxemburg (mit Marcin Wierzbicki, 2008).
Chołoniewski komponierte instrumentale und elektroakustische Musik für Rundfunk, Fernsehen und Film, schuf Klang- und Videoinstallationen sowie audiovisuelle und Network-Projekte.

## Werke
- Citroblage-assemblage z cytry preparowanej für Kopfhörer (1975)
- …a due tempi… für zwei Klaviere (1975)
- Kompozycja elektroniczna I, graphische Partitur (1975)
- Wycinek z większej całości für zwei Flöten (1975)
- Kwartet smyczkowy (1975)
- Sny ostatnie przechodzą przez włosy für Streichsextett (1975)
- Red für Tonband (1975)
- Soprano Quartet für Sopransaxophon und drei Soprane (1976)
- Concierto de Aranjuez - Muzyka do nieistniejącego filmu animowanego für Vibraphon (1976)
- …blank… für Tonband (1976)
- Pizza für Instrumentalensemble (1976)
- Papuć w pościeli für Orchester und 4-Kanal-Tonband (1976)
- ID list otwarty do Olgi Szwajgier Musik für Rezitator (1976)
- a Beethoven-synthiblage für 4-Kanal-Tonband (1977)
- Assemblages graphische Musik für Performer und Stereo-Tonband (1976–78)
- gmb 78 für Gambe (1978)
- AM-PUT für Alt, Flöte, Sopransaxophon, Oboe, Cornet, Elektronik und Tonband (1978)
- Collectiv 4 für Orgel, Fagott, Glocken, Violine und Klavier (1979)
- Refleksje für 4-Kanal-Tonband (1979)
- Process (dla K.) für Tonband (1980)
- La Cumparsita I für vier Streichinstrumente und Oboe (1980)
- Hki 290880 - La Cumparsita für Tonband (1980)
- La Cumparsita II für Oboe, Streichquartett und Tonband (1981)
- Kadencja für Gambe und Kammerorchester (1981)
- Rag, Rag, Rag für Tonband (1983)
- Kadencja II für Gambe, Synthesizer und Tonband (1983)
- Swinging Parameters für Oboe, Violine, Synthesizer und Tonband (1984)
- Dla wszystkich ten sam ogień für Tonband (1985)
- Tu i tam für Klavier, Synthesizer und Computer (1986)
- Follow Me II für Synthesizer und Computer (1987)
- Uszy, nos, oczy, Klanginstallation (1988)
- Follow Salzach für Instrumente, Naturgeräusche und Computer (1989)
- Wysyg für Licht und Computer (1989)
- Switched On…, Theater für Objekte und Computer (1989)
- Switched Off… für Instrumente und Computer (1989)
- Dwa słońca für Instrumente und Computer (1991)
- Like Breathing (Version I) für Computer(1991)
- Like Breathing (Version II) für Flöte, Oboe, Sopransaxophon, Fagott, Bratsche, Kontrabass und Klavier(1991)
- Like Breathing (Version III) für Flöte, Violine, Bratsche Gitarre und Computer (1991)
- Piękna i bestia für Violine, Licht und Computer (1992)
- Lektura obrazu, interaktives System (1993)
- Doubles für Stimme, Licht und Computer (1993–94)
- Silber für Orchester, Kammerensemble, Tänzer, Licht und Computer (1994)
- Sha'ba del'mana, Ballett (1994)
- Lighting, interaktive Installation (1995)
- River Dart für Stimme, Licht und Computer (1995–96)
- Hypermeable Objects, Klanginstallation (1996)
- Lighting II, audiovisuelles Projekt (1997)
- Upside Down, Performance (1997)
- GlobalMix, kollektive Internet-Komposition (1998)
- Brightening, interaktives Projekt (1998)
- One piece of table, Performance (1999)
- Dark & light Zone für Streichquartett (1999)
- plus Brightening 2 (mit Mark Polishook) (1999)
- Face, interaktives audiovisuelles Projekt (2000)
- Garage, Installation für Kammerorchester und Autos (2000)
- Passage, interaktives Oktett für Instrumente und Computer (2000)
- Opera Installation für Tiere und Miniaturstadt (mit Marek Chlanda) (2000)
- Art Boat, Open-Air Projekt am Vistula-Fluß, Bootsinstallation (2000)
- GPS Trans 1, interaktive Komposition für 16 Mobiltelefone (2000)
- GPS-Art Internet Project, audiovisuelle interaktive Karte Krakaus im Internet (2000–2005)
- GPS-Trans 2, Klangkarte von Krakau im Internet (2001)
- etwas anderes für Perkussion und Computer (2001)
- Stuttgart Tunnel für Kontrabass (2001)
- Passage, interaktive Partitur für Ensemble (2001–2003)
- GPS-Trans 3, audiovisuelle Karte von Krakau im Internet (2002)
- GPS-Trans 4, audiovisuelle Karte von Krakai für Komponist, Ensemblem Tänzer und Publikum (2003)
- Nortus Farae für Cello, Video und Computer (2004)
- Physical Modelling für Flöte und Computer (2004)
- GPS-Trans 5 Net Brigde, Internetprojekt (Luxemburg, Krakau) für Nonett und interaktives System (2005)
- Nostalgija für das Duo "Natural Plastic" (mit Stojan Stojkov) (2005)
- Wieliczka Salt Mine, Klanginstallation Expo 2005 (2005)
- GPS-Trans 6, audiovisuelles Projekt für vier Bildschirme, Auto und Punlikum (2005)
- Dizzy Kinetics, interaktives Projekt (2005)
- Nortus Farae für Cello, Videopartitur und Soundtrack (2006)
- GPS-Trans für die Stadt Chicago und das Ensemble You Must and You Can (2007)
- GPS-Trans 8 für vier Städte: Krakau, Warschau, Luxemburg und Chicago und Ensemble (2007)
- iPhone Brass für iPhone und Blasorchester (2008)
- GPS-Trans 9 im Rahmen des Projektes COOP (2009)
- IterEter, interaktive Installation (mit Peter Sych, Marcin Pączkowski und Jan Chołoniewski) (2009)
- GPS-Trans 10 im Rahmen des Projektes Multiplace (2009)
- iPhonic für Mobiltelephon (2010)
- qub, audiovisuelle Installation (mit Krzysztof Knittel, Maciej Walczak und Peter Sych) (2010)
- Mimoid, Musik für die Videoinstallation von Miłosz Łuczyński (2010)
- Pecs Derive/GPS-Trans 11 (mit dem European Bridges Ensemble) (2010)
- Miejsca Miłosza, immersive Videoinstallation (mit Miłosz Łuczyński) (2011)
- Behind the Wall, Installation(2013)
- Waves für Computer und elektronische Medien mit Multimedia (2014)
- blink für Elektronik (2014)
- Kłącza, Installation (2014)
- Fotrus Narrae für Instrumentalensemble und Elektronik (2014)
- Interaktywny utwór für Schulorchester (2016)
- La Cumparsita für Oboe/Englisch Horn, Saxophon Elektronik und Video (2016)
- Double Brain (mit Franciszek Araszkiewicz) für vernetzte Gehirnwellen (2016)

## Weblink
- Homepage von Marek Chołoniewski